# Alonso del Castillo Maldonado
Alonso del Castillo Maldonado fue un explorador español que cayó cautivo de los nativos americanos. Nació en la ciudad de Salamanca a finales del siglo XV y se ignora el lugar y fecha de su muerte. Fue hijo de un doctor y de Aldonza Maldonado, ambos progenitores eran de la nobleza[cita requerida] española.

## Viaje a América
En aquella época era habitual que los hijos de nobles empobrecidos emigraran al Nuevo Mundo en busca de fortuna. En 1527, Alonso del Castillo se enlistó con el grado de capitán en la fracasada expedición de Pánfilo de Narváez rumbo a La Florida.
La flota se hizo a la mar en Sanlúcar de Barrameda el 17 de junio de 1527. Constaba de cinco navíos y seiscientos hombres comandados por Narváez. Después de varias semanas de navegación hicieron escala en la isla de La Española en donde se aprovisionaron y permanecieron un tiempo. Al partir y entrar en aguas del Golfo de México, un navío fue puesto bajo el mando conjunto de los capitanes Del Castillo y Andrés Dorantes de Carranza. Al poco tiempo, la ligera y frágil embarcación conducida por Dorantes fue atrapada por las tormentas y naufragó cerca de la isla ubicada frente a Galveston, Texas, en la primavera de 1529. Entre los supervivientes del naufragio estaban Andrés Dorantes, su esclavo Estebanico, Álvar Núñez Cabeza de Vaca y el propio Alonso del Castillo Maldonado.

## Viaje a través de Norteamérica
Los supervivientes del naufragio lograron llegar a la Bahía de Matagorda, en Texas, donde entraron en contacto con los Ananarivo, los nativos de la región. A Alonso del Castillo se le atribuye el haber mostrado la fe cristiana a los indígenas. Su ritual consistía en oraciones y palabras de aliento dirigidas tanto a los nativos, que no le entendían, como a sus compañeros. Cabeza de Vaca experimentó una verdadera conversión y se transformó en un verdadero creyente.[cita requerida]
Después de casi siete años de vivir entre los nativos, los cuatro náufragos lograron escapar tierra adentro, siendo los primeros europeos en atravesar el hoy estado de Texas. Viajaron en círculos y seguramente pasaron cerca de donde se encuentran las ciudades de San Antonio y Austin entre otras.
Después de una larga y lenta caminata ingresaron en el territorio del estado de Nuevo México, del que salieron para ingresar nuevamente al estado de Texas. Finalmente tomaron dirección sur y a finales de 1535 ingresaron en el territorio del estado mexicano de Chihuahua. En su marcha hacia el sur viajaron a través del territorio del estado mexicano de Sonora, donde escucharon a los nativos hablar de una villa española ubicada más al sur. Finalmente al ingresar en el territorio del estado de Sinaloa en 1536, lograron encontrarse con españoles al norte de la actual ciudad de Culiacán.

## Llegada a la Nueva España
Cuando el gobernador de Nueva Galicia, Nuño de Guzmán, tuvo noticias de que unos náufragos españoles habían llegado a tierras bajo su jurisdicción, les proporcionó caballos y vestimenta y les envió a Ciudad de México para que rindieran cuentas al virrey de Nueva España, Antonio de Mendoza y Pacheco. Núñez Cabeza de Vaca narró sus experiencias en su libro Naufragios, en el que cuenta el periodo de esclavitud con los nativos y la larga marcha hasta encontrar de nuevo a españoles.
Alonso del Castillo contrajo matrimonio en México y fue beneficiario de la encomienda de su mujer en Tehuacán, Puebla. Es curioso que el virrey Mendoza no acudiera a él para organizar las expediciones de Marcos de Niza y de Francisco Vázquez de Coronado a las Siete Ciudades en el sur de los Estados Unidos. Posiblemente se encontraba fuera de México en aquella época.
En 1541 viajó a España para resolver su herencia ya que su padre había muerto durante su viaje por Norteamérica y habían heredado unos familiares. Posteriormente regresó a América y vivió el resto de su vida en Nueva España. En 1547 Alonso del Castillo aparece como testigo de un juicio y presentó su información de servicio reclamando alguna merced o pensión por parte de la corona por ser pobre[cita requerida].